# Choi Seok-jeong
Choi Seok-jeong  (* 2. Juli 1646 in Chopyeong-myeon, Jincheon; † 6. Dezember 1715 ebenda) war ein koreanischer Mathematiker und Politiker. Er fand als Erster orthogonale lateinische Quadrate.

## Leben
Choi Seok-jeong stammte aus einer Familie von Gelehrten, Diplomaten und Politikern, sein Großvater Choi Myeong-gil (1556–1647) war ebenfalls ein bedeutender Politiker und neokonfuzianischer Gelehrter, der nach der chinesischen Invasion (Qing-Dynastie) 1636 in Korea mit den Chinesen um Gefangenenaustausch verhandelte. Sein jüngerer Bruder Choi Seok-hang (1654–1724) war auch als Politiker bedeutend.
Choi Seok-jeong galt als frühbegabt und begann seine Karriere als Staatsbeamter mit 17 Jahren und legte 1671 die Staatsprüfungen ab. Er wirkte in einer unruhigen politischen Zeit für Korea ausgleichend und versuchte Reformen. Er war einer der Gründer der Soron-Fraktion und war 1699 zweiter Staatsrat (Jwauijeong) und 1701, von 1702 bis 1703 und von 1705 bis 1710 leitender Staatsrat (Yeonguijeong). Im Ruhestand zog er sich in die Soraesan-Berge (nahe dem heutigen Incheon Grand Park) zurück. Einige Gedichte aus dieser Zeit sind erhalten.
Auf seinen vielen Besuchen in China lernte er auch westliche Mathematik kennen und brachte Bücher wie das Tongwen Suanzhi nach Korea. Darin werden Ideen von Mathematikern wie Christoph Clavius und Michael Stifel durch Vermittlung von Matteo Ricci dargelegt. Choi Seok-jeong diskutierte mathematische Ideen unter anderem durch einen teilweise erhaltenen Briefaustausch mit Lee Segu (1646–1700). Sie betrafen Arithmetik, Astronomie und Kalenderfragen.
Während man früher annahm, dass Leonhard Euler 1782 das erste orthogonale lateinische Quadrat einführte fand man später ein Beispiel der Ordnung 9 in dem Buch Gusuryak (九數略) von Choi Seok-jeong von 1715 bis 1718. Er versuchte dabei Mathematik (auch die der klassischen chinesischen Neun Bücher der Rechenkunst) über das I Ging zu verstehen und seiner Lehre vom Wandel des Universums. Dabei unterteilte er mathematische Probleme und Operationen in die vier Sasang-Symbole.
Aus seinem orthogonalen lateinischen Quadrat konstruierte er ein Magisches Quadrat der Ordnung 9. Er war aber wie Euler nicht in der Lage, ein orthogonales lateinisches Quadrat der Ordnung 10 zu finden (das gelang erst 1959 Ernest Tilden Parker mit Computersuche).
In seinem Buch stellt er auch ein hexagonales Schildkrötenproblem und gibt eine Lösung. 9 Hexagone sind unter- und nebeneinander in 5 Reihen angeordnet mit je je einem Hexagon in der ersten und letzten Reihe, zwei in der zweiten und vierten und drei in der mittleren Reihe. Sie haben jeweils zwei Seiten mit einem Hexagon in der Reihe darunter gemeinsam und eine Seite mit dem Hexagon neben ihnen. Man verteile die Zahlen 1 bis 30 auf die Ecken der Hexagone, so dass die Summe der Zahlen in jedem Hexagon gleich ist.
Von ihm gibt es ein Porträt.
2013 wurde er in die Korea Science & Technology Hall of Fame aufgenommen. Er ist auf einer südkoreanischen Briefmarke abgebildet und ein Seminarraum im Korea Advanced Institute of Science and Technology wurde 2019 nach ihm benannt.